# Meuschenia venusta
Meuschenia venusta és una espècie de peix marí de la família dels monacàntids i de l'ordre dels tetraodontiformes. Va ser descrit per J.Barry Hutchins el 1977.
Poden assolir 21 cm de longitud total i tenen 20 vèrtebres. És un peix marí, de clima subtropical i associat als esculls de corall. Es troba al sud d'Austràlia. Hutchins ha triat el nom venusta, llatí per a «maco», en referència als seus colors vívids.
És inofensiu per als humans.